# Tunisair
Tunisair (ursprünglich Tunis Air, vollständig Société Tunisienne de l’Air -TUNISAIR-, arabisch الخطوط التونسية, DMG al-Ḫuṭūṭ at-tūnisiyya) ist die nationale Fluggesellschaft Tunesiens mit Sitz in Tunis und Basis auf dem Flughafen Tunis. Sie ist Mitglied der Arab Air Carriers Organization.

## Geschichte

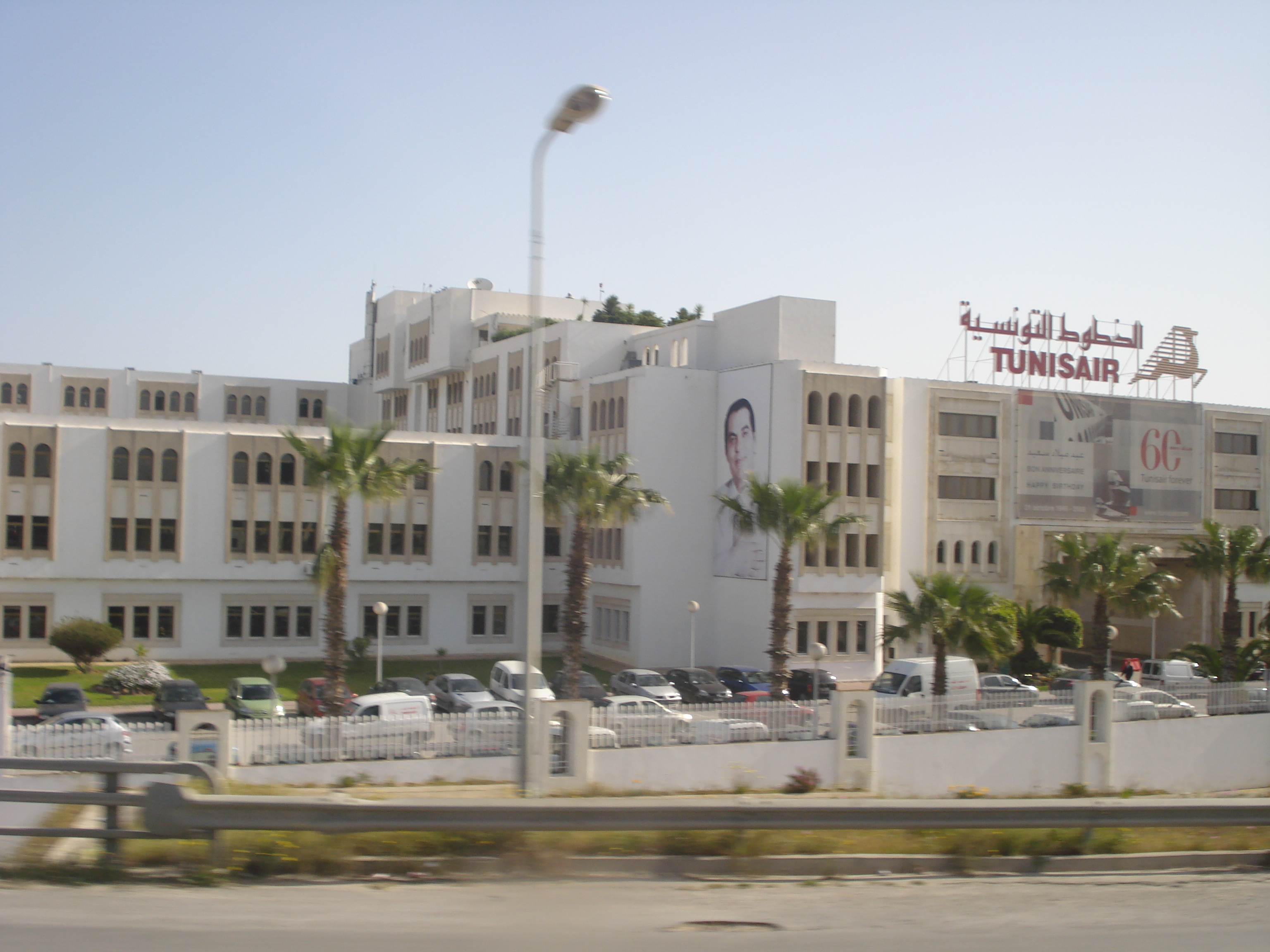
Der Sitz von Tunisair in Tunis

Die Fluggesellschaft wurde am 21. Oktober 1948 von der tunesischen Regierung und Air France gegründet und nahm am 1. April 1949 den Flugbetrieb auf. 1957 minimierte Air France ihren Anteil, wodurch Tunesien größter Anteilseigner wurde. Die Aktiengesellschaft ist seit Juli 1995 an der Börse Tunis notiert. Inzwischen (Stand März 2015) hält der tunesische Staat noch 64,86 % der Anteile, Air France 5,58 % und der Rest ist in der Hand institutioneller und privater Anleger.
Die Gesellschaft ist außerdem Mitglied der Arab Air Carriers Organization. Tunisair Express ist eine Tochtergesellschaft und an Mauritania Airways war Tunisair mit 51 % beteiligt.
Langfristig werden die Flugzeuge des Typs Boeing 737 durch Flugzeuge der Airbus-A320-Familie ersetzt. Außerdem plant man neue Ziele in Kanada, China und in die Vereinigten Staaten anzufliegen, wozu man aber neue Langstreckenflugzeuge benötigte. Aus diesem Grund bestellte Tunisair im April 2008 neue Airbus A330-200. Am 9. Juni 2015 wurde die erste von drei A330-200 an Tunisair ausgeliefert.
Zum Jahresbeginn 2017 folgte Elyes Mnakbi in der Leitung des Unternehmens auf Sarra Rejeb, welche die Geschäftsführung der SNCFT übernahm.
In der Nacht vom 30. auf den 31. Juli 2024 ist der Vorstandsvorsitzende von Tunisair festgenommen worden. Der 57-jährige Khaled Chelly wurde in Polizeigewahrsam genommen und soll vor Gericht erscheinen. Auch ein Sekretär der Gewerkschaft von Tunisair wurde verhaftet. Ihnen wird unter anderem Ausnutzung des öffentlichen Dienstes, um sich selbst oder anderen einen Vorteil zu verschaffen, Schädigung der Verwaltung, Herstellung, Besitz und Verwendung gefälschter Dokumente sowie aktive und passive Bestechung vorgeworfen.

## Flugziele
Tunisair bedient mehr als 40 Ziele mit Linienflügen und weitere mit Charterflügen, auch für deutsche Reiseveranstalter. In Deutschland werden Berlin, Düsseldorf, Frankfurt am Main, Hamburg und München angeflogen. In Österreich ist Wien im Flugplan und in der Schweiz sind es Basel, Genf und Zürich. Weitere Ziele werden durch die Tochtergesellschaft Tunisair Express angeboten.

## Flotte

### Aktuelle Flotte

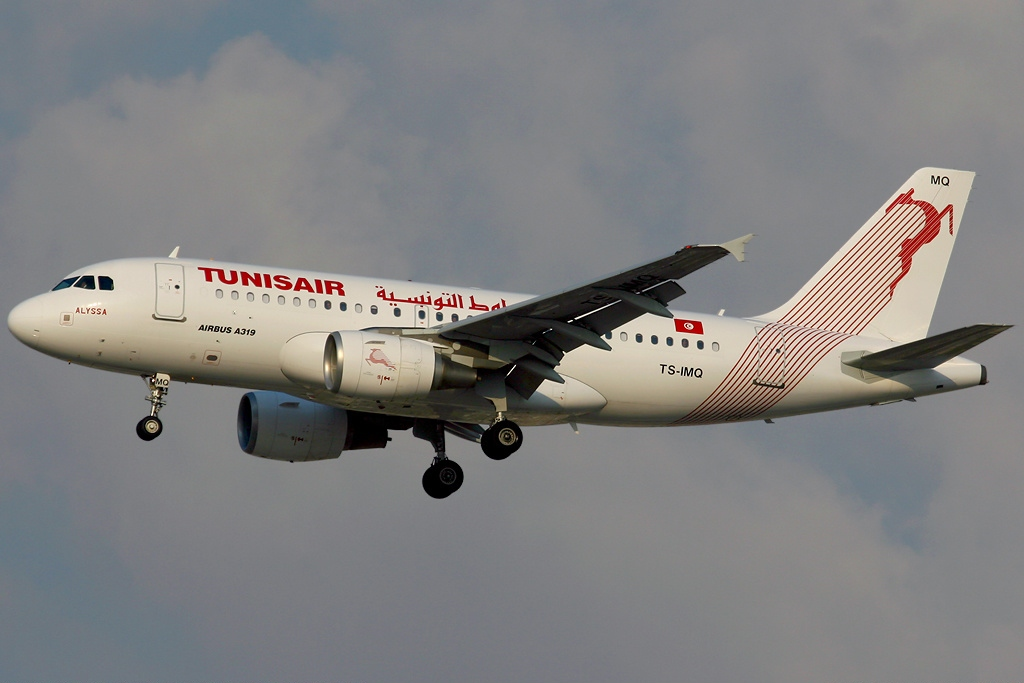
Airbus A319LR der Tunisair

Mit Stand Februar 2024 besteht die Flotte der Tunisair aus 19 Flugzeugen mit einem Durchschnittsalter von 9,8 Jahren:
| Flugzeugtyp     | Anzahl | bestellt | Anmerkungen                                     | Sitzplätze (Business/Economy)         | Durchschnittsalter |
| --------------- | ------ | -------- | ----------------------------------------------- | ------------------------------------- | ------------------ |
| Airbus A319-100 | 02     |          |                                                 | 106 (16/90)                           | 19,8 Jahre         |
| Airbus A320-200 | 10     |          | einer mit Sharklets ausgestattet; einer inaktiv | 136 (16/120) 150 (12/138) 162 (-/162) | 12,0 Jahre         |
| Airbus A320neo  | 5      |          | Mit CFM International LEAP-1A (Triebwerk)       | 150 (12/138)                          | 1,4 Jahre          |
| Airbus A330-200 | 02     |          |                                                 | 266 (24/242)                          | 8,8 Jahre          |
| Gesamt          | 19     |          |                                                 |                                       | 9,8 Jahre          |

### Ehemalige Flugzeugtypen
- Airbus A300-600R
- Boeing 737-500
- Boeing 737-600
- Douglas DC-3
- Douglas DC-4
- Lockheed L-1011-500 TriStar
- Sud-Est SE.161 Languedoc
- Sud Aviation Caravelle

## Trivia
- 2024 wurde Tunisair vom Travel-Tech-Unternehmen Air Help als Ergebnis einer Analyse von 109 Fluggesellschaften nach Faktoren wie Kundenzufriedenheit, Pünktlichkeit und dem Umgang mit Entschädigungsforderungen, auf den 109. Platz gereiht und damit zur schlechtesten Fluggesellschaft gekürt.[10]